# Corso (fête)
Pour les articles homonymes, voir Corso.

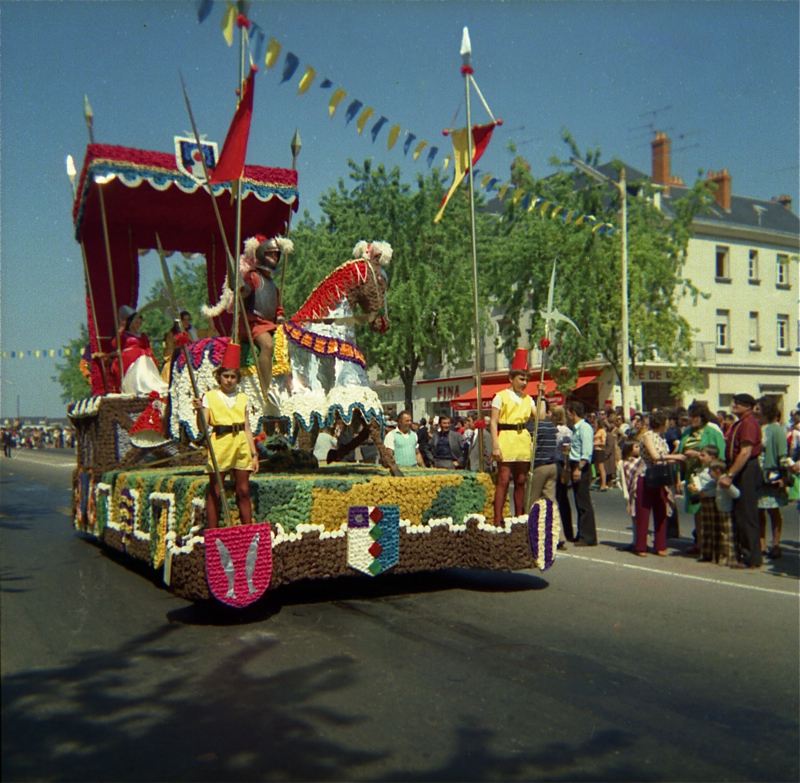
Défilé fleuri.

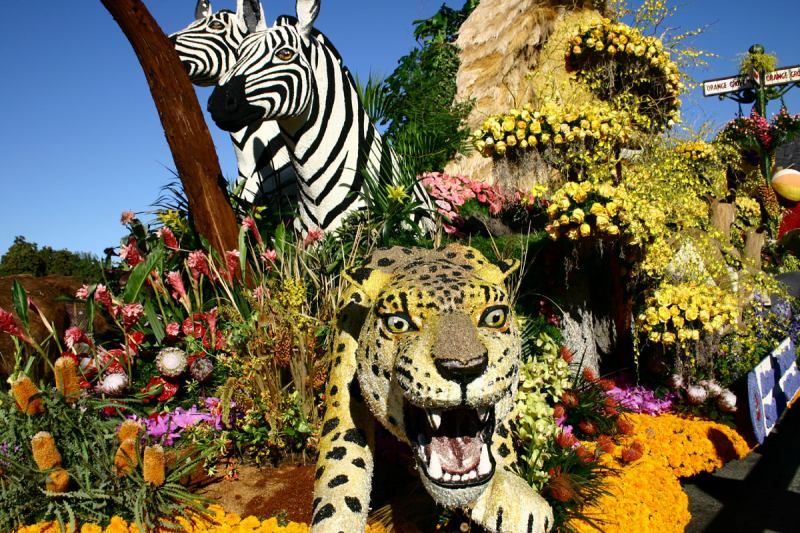
Char décoré.

Le corso, ou fréquemment corso fleuri, ou encore défilé de chars fleuris ou encore fête des fleurs est un défilé de chars se déroulant dans la rue au cours de fêtes locales de plein air.

## Historique
Ce nom d'origine italienne signifie, en italien, « avenue » ou « boulevard » ou plus souvent « promenade publique ». Le corso, comme en témoigne sa définition étymologique, est à l'origine une occasion de célébrer ensemble, en extérieur, un événement important. Celui-ci coïncide bien souvent avec l'arrivée du printemps, tout comme celle de la période des carnavals, qui reste attachée à la fin de l'hiver, autour du Mardi gras. Depuis plus de cent ans, pour certains corsos, plusieurs générations se sont transmis ce savoir-faire, cette envie de créer chaque année quelque chose de nouveau. Toutefois en Italie, ce terme est rarement utilisé en ce sens (sauf à Sanremo en Ligurie qui possède un Corso fiorito), les termes filata (défilé) ou corteo (cortège) lui étant préférés.
À la fin du XIXe siècle, les corsos étaient composés surtout de charrettes ou tous autres véhicules décorés de branchages et de quelques fleurs. Les participants étaient bien souvent grimés comme pour le Mardi gras, ou comme l'on disait plutôt, « mâchurés ». Habillés de façon fantaisiste, ils avaient pour objectif de faire sensation, se moquer des gens de façon humoristique, attirer l'œil du spectateur, lui donner envie de participer à la liesse populaire, au son de musiques locales.
Ces chars étaient à l'origine tirés par des chevaux, parfois des bœufs, dont la tradition des fêtes de bouviers est encore très présente dans la Drôme. À cette époque, ces défilés de chars étaient appelés cavalcades, car en général tirés par des chevaux. On retrouve cette appellation, par exemple, au Carnaval de Paris, où les grands cortèges de 1896 et 1897 de la « Fête » ou « Promenade du Bœuf Gras », furent baptisés « Cavalcade du Bœuf Gras ».
C'est vers le milieu du XXe siècle qu'apparaît le mot « corso ». Après la guerre de 1914-1918, quelques voitures, parfois petits camions, sont décorés et se mêlent aux chars traditionnels. Après la Seconde Guerre mondiale, c'est l'apparition des premiers tracteurs. Les moyens de locomotion changent peu à peu, mais la tradition de fabrication des chars reste la même ou presque : sujets créés et fleuris par des associations, des quartiers ou des villages.

## Exemples

### France

#### Bormes-les-Mimosas
Après les éprouvantes années de guerre, la première célébration de l'arrivée du printemps à Bormes-les-Mimosas a eu lieu en 1920 autour de la carreto ramado (charrette fleurie).

#### Digne-les-Bains
Chaque année à Digne-les-Bains est organisé le Corso de la Lavande. Il est toujours célébré le premier weekend du mois d'août et s'étale sur une durée de cinq jours (du vendredi au mardi). Il est composé de défilés de jour et de nuit des chars des associations ainsi que de groupes internationaux, du Tattoo des lavandes, de fêtes foraines, de bals ainsi que du feu d'artifice d'ouverture et celui de fermeture offert par les forains.

#### Doudeville
À Doudeville, comme dans d'autres communes du Pays de Caux, la tradition du corso fleuri est encore très présente. Celui-ci se déroule tous les ans, le jour de la fête patronale du 15 août. Cette fête est la plus marquante de l'histoire de la ville, tout d'abord depuis près de 800 ans pour la fête patronale ; puis un peu plus récemment depuis près de 150 ans pour le « corso fleuri ».

#### Firminy
À Firminy, le traditionnel corso de la vogue des noix se déroule le dernier dimanche de la grande fête foraine. Les différents chars représentent les diverses associations de la ville, encadrés par des fanfares internationales. Le défilé est clos par le célèbre char de « Miss Corso », escorté par les élus locaux.

#### Senneville - Commune deGuerville
Le corso fleuri de l’Entente Sennevilloise est organisé dans le cadre de la fête communale de Guerville, le troisième dimanche de juin chaque année. Le défilé est composé de chars fleuris et de fanfares qui parcourent les rues du hameau de Senneville. Créé en 1953, le corso fleuri de l’Entente Sennevilloise se renouvelle chaque année avec la création des chars avec des milliers de fleurs en papier crépon collé par les membre de l’association.

#### Langeac
À Langeac, en Haute-Loire, chaque premier week-end du mois de juillet, la municipalité accueille les festivités de la Saint-Gal, durant laquelle plusieurs chars fleuris défilent.

#### Luchon
D'autres fêtes des fleurs sont l'occasion d'un défilé de chars fleuris comme la fête des fleurs de Luchon depuis 1888, tous les ans au cours du mois d'août. Le défilé des chars fleuris est accompagné de bandas, batucadas et troupes étrangères.
Cette fête qui se déroule sur quatre jours et est l'occasion de l'élection de « Miss Fleurs » qui accompagnée de ses dauphines ouvre le défilé du dimanche après-midi.

#### Metz
Depuis 1947, à Metz, les fêtes de la mirabelle s'ouvrent par un défilé de chars fleuris qui circule dans tout le centre-ville. Sur le premier d'entre eux trônent la « Reine de la mirabelle », élue chaque année, ainsi que ses deux dauphines. Le défilé s'agrémente de fanfares, animations musicales et lumineuses. Elles ont lieu chaque année à la fin du mois d'août.

#### Nyons
À Pâques, la ville organise un corso, qui attire chaque année plusieurs dizaines de milliers de visiteurs. Cet événement est une fête traditionnelle qui est célébrée annuellement dans cette ville (située en Drôme provençale) depuis l'an 1900. Ce défilé et composé le plus souvent d'une douzaine de chars fleuris. L'événement est aussi accompagné de l'élection de la reine de Nyons et de ses dauphines, les prétendantes à la couronne peuvent s'inscrire au concours de beauté dès l'âge de 16 ans. Les trois premières gagnantes ont leur place réservée sur le dernier char pour défiler dans la ville les jours de la fête de Pâques. Les chars du défilé ont longtemps servi au carnaval de Nice l'année suivante.

#### La Réunion
À La Réunion, la communauté indienne célèbre depuis plusieurs années le Dipavali avec des défilés de chars fleuris, principalement dans la partie nord-est de l'île, sans rapport toutefois avec les véritables traditions des festivités du sous-continent indien : l'inspiration est plutôt d'ordre identitaire et plus culturelle que réellement religieuse. Ainsi, cette fête est l'occasion de nombreuses manifestations : concerts, spectacles, conférences et expositions. L'île célèbre aussi, autour du 14 avril, le Nouvel An tamoul.

#### Rives
À Rives, en Isère, le corso est un traditionnel du 13 juillet, il célèbre la fête nationale. Ce sont les diverses associations de la ville qui participent à cet événement et préparent des chars selon un thème imposé. Le cortège suit un chemin donné dans toute la ville qui est le même chaque année. Cette fête est suivie dans un feu d'artifice annuel dans un parc de la ville ainsi que d'un bal populaire.

#### Saumur
Le défilé fleuri fut à Saumur l'une des fêtes qui a le plus marqué l'histoire contemporaine de la ville.

#### Valréas
Le Corso de Valréas (Vaucluse) rassemble une douzaine de chars chaque année pour le premier week-end de août.

### Suisse

#### Neuchâtel
Le dernier week-end de septembre à Neuchâtel, ce sont plus de 50 chars fleuris, groupes d'enfants, animations, et guggenmusik qui défilent dans l'avenue du Premier Mars et la rue des Beaux-Arts lors du traditionnel corso fleuri de la fête des vendanges.

### Pays-Bas
Présentée par les Pays-Bas, « la culture du corso, défilés de fleurs et de fruits aux Pays-Bas » est sélectionnée sur la liste représentative du patrimoine culturel immatériel de l'humanité par l'UNESCO en décembre 2021.

### États-Unis

#### Pasadena
Le Tournoi de la parade des roses est un tournoi de chars fleuris organisé annuellement à Pasadena dans l'État de Californie.

### Belgique

#### Jambes
En Belgique, le corso le plus célébré est celui de Jambes. Il a lieu chaque année durant le lundi de Pentecôte. En 2022, la centième édition de l'événement a rassemblé plusieurs milliers de personnes. 